# 科索的人造物品

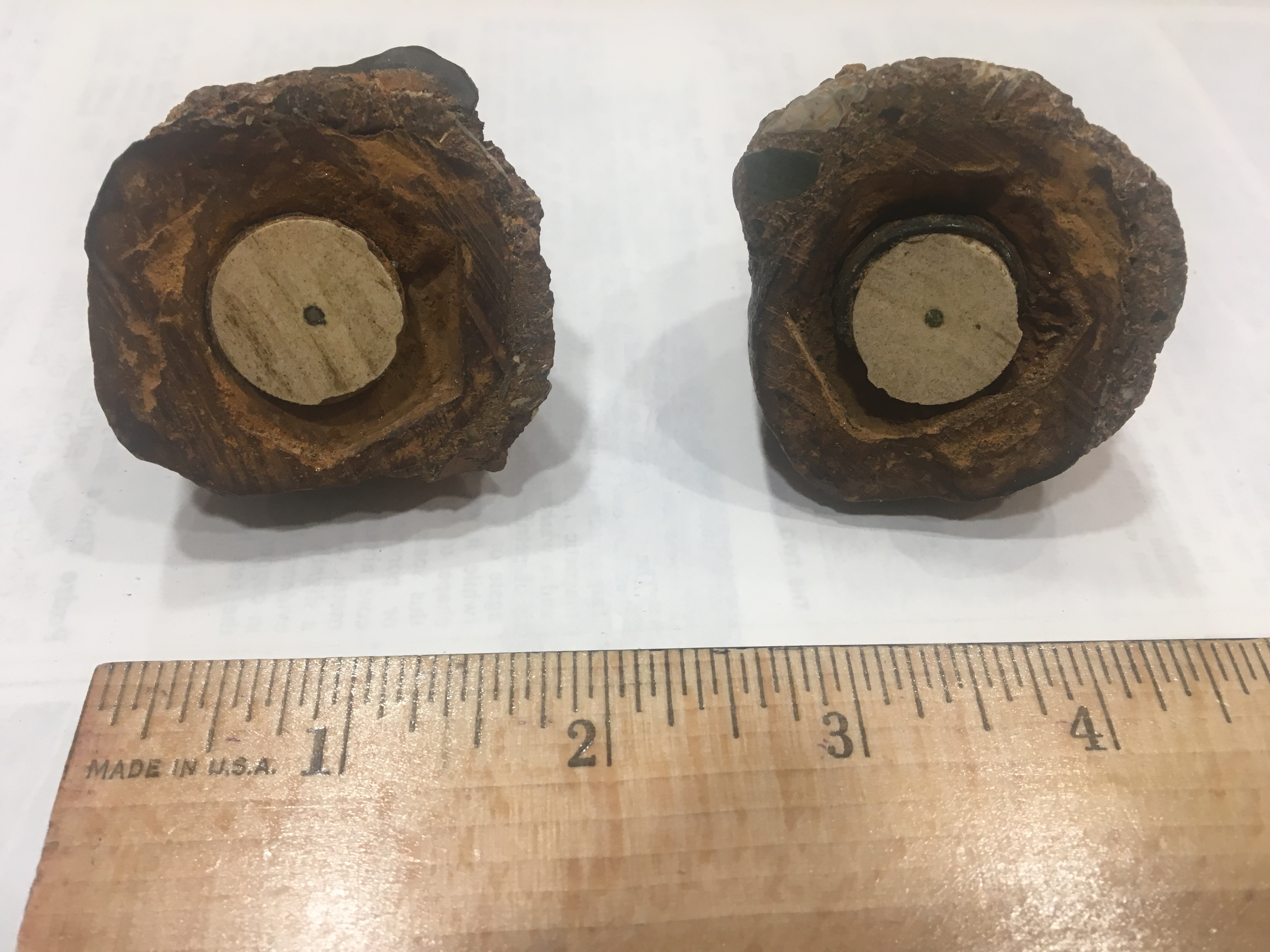
科索的人造物品，攝於2018年

科索的人造物品（英語：Coso artifact），或譯科索人造物品，是1961年三名矿物爱好者在美国加州一處礦坑找到一颗類似晶洞的粘土塊，切开後裡面镶嵌着一个美國Champion公司1920年代生產的老式火花塞，被傳聞是古代太空人的證據。
石头的发现者们将其送到专业协会，拍摄照片并進行X光测定。测定的结果证实它的确是机械装置的一部分，X光片显示出中心金属轴的一端已被腐蚀，另一端却有类似弹簧或者螺旋纹似的结构。欧帕兹的支持者认为它不可能是火花塞：因为现代的火花塞根本不会有像弹簧或螺旋终端的结构。
这些照片和X光片寄给美国火花塞收藏者协会。协会主席查德·温德姆（Chad Windham）證實是美國製，同时澄清了类似弹簧或螺旋终端的那一部分的功用：这些螺旋起一种“平衡套”的作用，被用来均衡陶瓷和金属轴之间的热膨胀系数之差，用於內燃機。
採礦的內燃機零件火花塞掉入坑道，被硬化的粘土和火花塞表面的鐵鏽形成的氧化物结核，这一过程可只需要數十年。